# Lucien Cordier (spéléologue)
Pour les articles homonymes, voir Lucien Cordier et Cordier (homonymie).
Lucien Cordier est un spéléologue français né le 3 février 1922 à Maxéville et mort le 23 octobre 1980 à Vandœuvre-lès-Nancy.
Il fut actif en Lorraine, dans l'aménagement et la topographie de cavités, ainsi que dans l'enseignement de la spéléologie.

## Biographie
Lucien Cordier est né à Maxéville le 3 février 1922 ; il est décédé le 23 octobre 1980 à Vandœuvre-lès-Nancy.

## Activités spéléologiques
Dans le domaine de la spéléologie, il fut actif en Lorraine, dans l'aménagement et la topographie de cavités. On lui doit de nombreuses découvertes dans le département des Vosges, notamment celle de la galerie des Stalactites dans le réseau de Débain (Sans-Vallois) avec Charles Durand le 14 septembre 1952.
Il entre au Groupe spéléo-préhistorique vosgien (G.S.P.V., Épinal) en 1951 et en assure la vice-présidence de 1955 à 1966 puis la présidence jusqu'en 1971 où il quitte le G.S.P.V. pour rejoindre le Club nancéien de spéléologie - Groupe des amis des gouffres (C.N.S.-GAG) créé par Daniel Prévot. En 1973 il fait partie des membres fondateurs du Comité régional de spéléologie d'Alsace et de Lorraine. En 1974 il est vice-président fondateur de la Société lorraine de secours en cavité (SoLoSeC), structure régionale de secours en milieu souterrain. À la suite des évolutions fédérales, il fonde en 1978 avec Pierre Fève, Daniel Prévot, François Roche et Alain Wéber la Ligue spéléologique lorraine dont il est vice-président jusqu'à son décès. La même année il accompagne Daniel Prévot pour la relance de l'USAN. 
Moniteur national de l'École française de spéléologie, il a dirigé le premier stage lorrain de spéléologie à Darney en 1968. Il participe également à plusieurs stages de secours et devient secrétaire de la commission nationale de secours, le Spéléo-secours français, dans les années 1970 et conseiller technique départemental en secours en milieu souterrain auprès du préfet des Vosges.

## Publications
- « Spéléologie technique - Le double éclairage frontal "Cordier" », Le P'tit Minou no 3, Groupe spéléo-préhistorique vosgien, Épinal, janvier 1952, p. 20
- « La spéléologie technique - Opérations topographiques à Sans-Vallois et autres cavités importantes », Le P'tit Minou no 5, Groupe spéléo-préhistorique vosgien, Épinal, août 1952, p. 20-21
- « Spéléologie technique - Notions sur les levés et nivellements souterrains », Le P'tit Minou no 8, Groupe spéléo-préhistorique vosgien, Épinal, avril 1953, p. 18-23
- « Spéléologie technique - Éclairage combiné », Le P'tit Minou no 12, Groupe spéléo-préhistorique vosgien, Épinal, avril 1954, p. 15
- « Le gouffre de Renauval (Pierrefitte) », Le P'tit Minou no 13, Groupe spéléo-préhistorique vosgien, Épinal, juillet 1954, p. 22
- « Trou érodé », Le P'tit Minou no 15, Groupe spéléo-préhistorique vosgien, Épinal, janvier 1955, p. 14
- « Le réseau de Hennecourt - Darnieulles », Le P'tit Minou no 16, Groupe spéléo-préhistorique vosgien, Épinal, avril 1955, p. 6-12
- « La cheminée Simone », Le P'tit Minou no 16, Groupe spéléo-préhistorique vosgien, Épinal, avril 1955, p. 12-14
- « Les avens de Frizon-Haute », Le P'tit Minou no 16, Groupe spéléo-préhistorique vosgien, Épinal, avril 1955, p. 14-16
- « Généralités sur le mécanisme des eaux dans les terrains perméables en grand (Idées sur les captages) », Le P'tit Minou no 16, Groupe spéléo-préhistorique vosgien, Épinal, avril 1955, p. 17-20
- « Travaux divers relatifs au réseau de Débain », Le P'tit Minou no 18, Groupe spéléo-préhistorique vosgien, Épinal, Octobre 1955, p. 7-8
- « L'exploration souterraine des congressistes du dimanche 20 mai 1956 », Le P'tit Minou no 22, Groupe spéléo-préhistorique vosgien, Épinal, Octobre 1956, p. 12-14
- « Réflexions sur l'amont du réseau de Débain », Le P'tit Minou no 35, Groupe spéléo-préhistorique vosgien, Épinal, 1er trimestre 1960, p. 9-10
- « Hypothèses sur la formation des stalactites excentriques du réseau de Débain à Sans-Vallois », Le P'tit Minou no 50, Groupe spéléo-préhistorique vosgien, Épinal, 1966, p. 2-4
- « Les ruines de Bonneval vont être sauvées », Le P'tit Minou no 50, Groupe spéléo-préhistorique vosgien, Épinal, 1966, p. 4-7
- « Les récentes activités des spéléologues vosgiens (G.S.P.V.) », Le P'tit Minou no 50, Groupe spéléo-préhistorique vosgien, Épinal, 1966, p. 11-13
- « Toujours du nouveau au "Trou des squelettes" », Le P'tit Minou no 51, Groupe spéléo-préhistorique vosgien, Épinal, 1966, p. 10-12
- « Le "Trou du Cras" », Le P'tit Minou no 51, Groupe spéléo-préhistorique vosgien, Épinal, 1966, p. 12
- « Compte-rendu de la réunion des membres responsables du G.S.P.V. le 11.12.1966 à Darney », Le P'tit Minou no 51, Groupe spéléo-préhistorique vosgien, Épinal, 1966, p. 16
- « Travaux de désobstruction du réseau amont », Le P'tit Minou no 52, Groupe spéléo-préhistorique vosgien, Épinal, 1967, p. 3
- « Activités G.S.P.V. », Le P'tit Minou no 52, Groupe spéléo-préhistorique vosgien, Épinal, 1967, p. 3-4
- « Activités du G.S.P.V. au cours de l'année 1968 », Le P'tit Minou no 53, Groupe spéléo-préhistorique vosgien, Épinal, 1970, p. 1-3
- « Exploration du siphon de Faret », Le P'tit Minou no 53, Groupe spéléo-préhistorique vosgien, Épinal, 1970, p. 4
- « Brevets d'Équipiers du 1er degré », Le P'tit Minou no 53, Groupe spéléo-préhistorique vosgien, Épinal, 1970, p. 10-12
- « Fédération française de spéléologie - Délégation départementale : Informations », Le P'tit Minou no 54, Groupe spéléo-préhistorique vosgien, Épinal, 1971, p. 5-6
- « Naissance et création d'une société », Spéléo L no 1, Comité régional de spéléologie d'Alsace et de Lorraine, Nancy, Mai 1973, p. 45-46
- « Organisation des secours de la Région L », Spéléo L no 9, Comité régional de spéléologie d'Alsace et de Lorraine, Nancy, Mars 1977, p. 7-10

## Distinctions
Lucien Cordier a été fait membre d'honneur de la Ligue spéléologique lorraine en 1981.